# Corral City, Texas
Corral City là một thị trấn thuộc quận Denton, tiểu bang Texas, Hoa Kỳ. Năm 2010, dân số của thị trấn này là 27 người.

## Dân số
- Dân số năm 2000: 89 người.
- Dân số năm 2010: 27 người.